# Mediatazen
Meditazen é uma comunidade fundada em 2001 por Ricardo Javier Ocampo em uma área de 75 hectares a 40 Km de San Fernando del Valle de Catamarca.
A comunidade realiza diversas atividades, tais como: cursos de meditação, seminários de liderança e aulas de wing chun (uma variação do kung fu.

## Regras
Os habitantes seguem diversas regras, tais como
1. não fumar, não beber bebidas alcoólicas nem chá-mate;
2. não gritar;
3. não escutar músicas pelo rádio (a comunidade canta músicas durante os cultos);
4. não usar celulares, roupa justa ou calças curtas;

## Fundador
Ricardo Javier Ocampo nasceu em 28 de junho de 1974, em La Rioja (Argentina).
Quando jovem viajou para Buenos Aires, onde teve contato com os seguidores de Sai Baba. Depois de conhecer a doutrina desse guru, se converteu em uma versão argentina desse líder espiritual que adotou o nome de "Maestro Amor".
Em 2001, depois de arregimentar diversos seguidores, conseguiu formar uma comunidade em uma área de 75 hectares a 40 Km de San Fernando del Valle de Catamarca, que, em maio de 2012, tinha cerca de 150 habitantes.
No final de 2009, Ricardo Javier Ocampo, foi preso por denúncias de abuso sexual contra menores, mas foi libertado em abril de 2010, pois se entendeu que o delito estava prescrito.
Em 28 de novembro de 2014, foi condenado a 14 anos de prisão por seis casos de abuso sexual contra menores, mas seus seguidores continuam a acreditar em sua inocência  .